# Alain de Bretagne, 1. Earl of Richmond
Alain de Bretagne oder Alain le Noir, gelegentlich Alain de Penthièvre oder Alain III. le Noir genannt (* vor 1100; † 15. September 1146), vielleicht Herr von Guingamp, war der erste, der offiziell den Titel eines Earl of Richmond (England) führte, nachdem seine Ahnen bereits Herren von Richmond waren. Er war auch Earl of Cornwall von 1140 bis 1141.
Er war ein jüngerer Sohn von Stephan I. Graf von Penthièvre (Bretagne) und Havoise de Guingamp. Er heiratete Bertha von Bretagne, die Erbtochter von Conan III., Herzog von Bretagne, und Mathilde von Normandie.
Im Jahr 1138 gab ihm der englische König Stephan den Titel eines Earl of Richmond und 1140 den eines Earl of Cornwall. 1141 nahm er mit seinen bretonischen Söldnern auf Stephans Seite an der Ersten Schlacht von Lincoln teil. Als er von Ranulph de Gernon, 2. Earl of Chester nach der Schlacht gefangen genommen wurde, musste er ihm das Earldom Cornwall als Lösegeld abtreten.

## Familie und Nachkommen
Alain war verheiratet mit Bertha von Bretagne, mit der mehrere Kinder hatte:
- Conan IV. der Kleine (le Petit), Herzog von Bretagne
- Constance de Bretagne († 1195) ⚭ Alain III. de Rohan, Vicomte de Rohan
- Enoguen de Penthièvre († 1187), 1171 3. Äbtissin der Abtei Saint-Sulpice in Rennes.

1148 heiratete seine Witwe den Vizegrafen Odo von Porhoet.